# ستيفانيا كريبرا
ستيفانيا كريبرا (بالإنجليزية Stephania crebra)، هي نبات عشبي معمر من جنس ستيفانيا من فصيلة "البذر قمرية Menispermaceae". موطنها الأصلي هو جنوب شرق آسيا، وتم وصفها لأول
مرة في تايلاند في عام 1988م من قبل عالم النبات البريطاني "لويس ليونارد فورمان". وهي واحدة من بين 15نوع  لاستيفانيا(والتي من بينها أيضًا: ستيفانيا إيلجانس، ستيفانيا أوبلاتا، سنيفانيا فينوسا، ستيفانيا غلابرا، ستيفانيا تومنتيلا..)، والتي توجد فقط في شمال تايلاند، وتحديدًا في مقاطعة تشيانغ مي. وتنمو بشكل اساسي في المناطق الإستوائية الرطبة، يبلغ طول أوراقها ما بين 12–17 سـم (4.7–6.7 بوصة)، وعرضها ما بين 9–16 سـم (3.5–6.3 بوصة). وهي تشبه ستيفانيا الشبكية، ومع أن ستيفانا كريبرا تحتوي على أزهار أكبر، إلا ان لها حسلة أونَوَوِيَّة، وثمار داخلية أصغر.
وستيفانيا كريبرا نبات متسلق نحيل، بدون جذر درني، أملس بالكامل، أوراقه مثلثة الشكل بيضاوية عريضة. قاعدة الأوراق مبتورة، وقمته منفرجة إلى حادة، كلا سطحي الورقة بهما شبكة رفيعة ومتقاربة للغاية، زرقاء داكنه من الأسفل، رقيقة مثل ورق البردي، طول العنق من 10 إلى 13 سم. النورات المذكرة عبارة عن أزهار خيمية إبطية، طولها 4 إلى 7 سم، الأزهار المذكرة توجد على أعناق بطول 1-3مم، ستة كؤوس، صفراء شبه متساوية، بيضاوية بطول 1.75-2مم. الأزهار الأنثوية غير معروفة، والأزهار المثمرة عبارة عن أزهار خيمية إبطية طولها حوال 4سم.
ستيفانيا كريبرا واحدة من ثمانية أنواع من ستيفانيا، يعود تسميتها جميعًا إلى عالم النبات فورمان، والمتمثلة في: ستيفانيا توبيروسا، ستيفانيا تومنتيلا، ستيفانيا سوبيروسا، ستيفانيا شبكية، ستيفانيا رينيفوليا، ستيفانيا مولوكانا، ستيفانيا جراندي فلورا، وستيفانيا كريبرا.